# Лонжерон

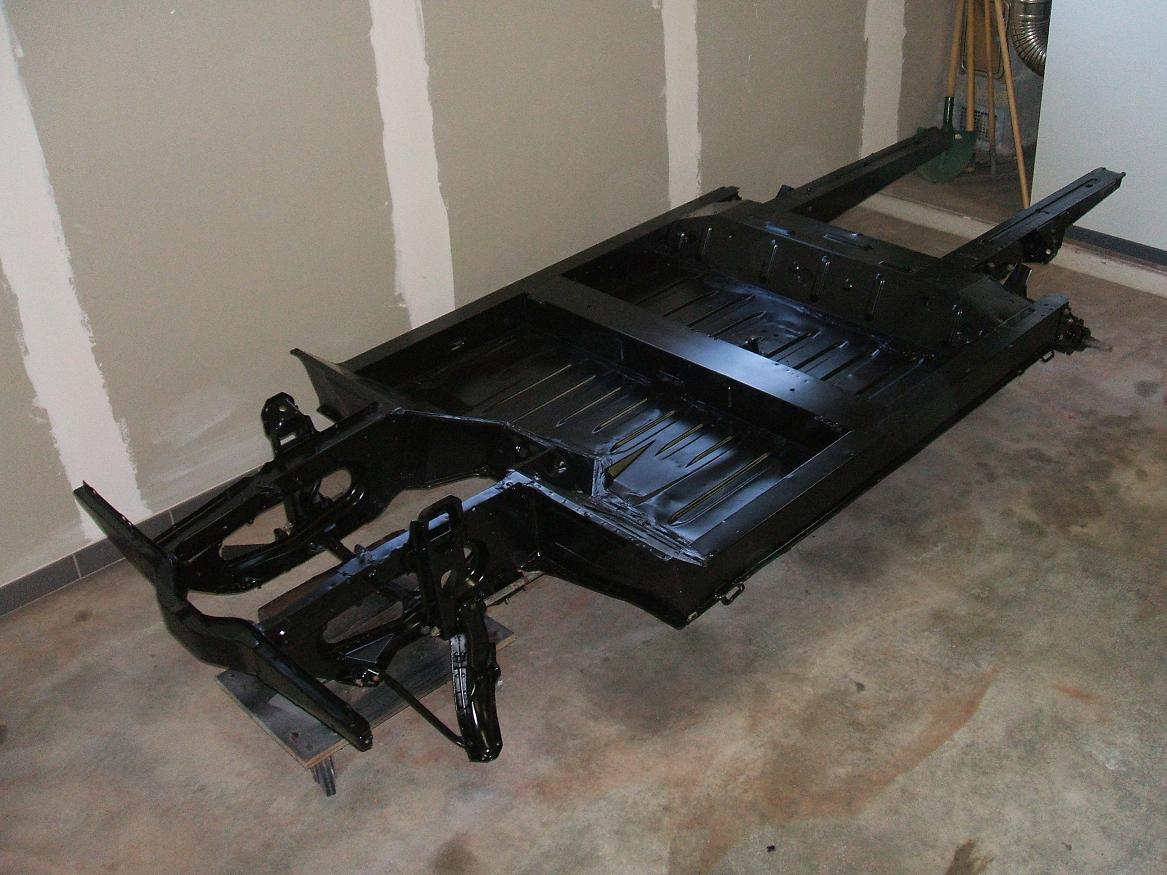
Лонжеронова рама автомобіля Renault 4, виготовлена на базі лонжеронів коробчастого перерізу

Лонжеро́н (фр. longeron, від longer — «йти вздовж») — основний силовий елемент конструкції багатьох інженерних споруд (літаків, автомобілів, вагонів, мостів, човнів і ін.), розташований вздовж конструкції. Наприклад, у літаків лонжерони спільно зі стрінгерами утворюють поздовжній набір каркасу крил, фюзеляжу, оперення, керма та елеронів.
Стрінгер (від англ. stringer — поздовжня балка) — пристрій, який, наприклад, на трубоукладальній баржі запобігає появі напружень вигину в трубах під час їхнього опускання на воду; жорсткий стрінгер може підтримувати від 300 до 400 м труби.
В автомобілів, вагонів і локомотивів два лонжерони, з'єднані поперечними елементами, являють собою металевий короб складної форми, який утворює лонжеронову раму (частина шасі), що служить опорою для безрамного кузова, а також для кріплення ресор, коліс та інших деталей.
Основним силовим фактором, що діє на лонжерон, є згинальний момент. Крім того, лонжерони сприймають перерізувальні зусилля. Лонжерони круглого, коробчастого та інших замкнутих перерізів можуть сприймати крутний момент. Найефективнішим перерізом для сприймання згинального моменту є переріз двотаврового профілю. Крім двотаврового профілю, застосовуються:
- швелер;
- Z-подібний переріз;
- кругла труба (наприклад, у легкомоторній авіації);
- коробчастий (прямокутний) переріз.